# Бамбергер, Людвиг
Лю́двиг Ба́мбергер (нем. Ludwig Bamberger; 22 июля 1823 — 14 марта 1899) — депутат и писатель по политическим и политико-экономическим вопросам. Автор таких трудов, как «Медовый месяц свободы слова» (Die Flitterwochen der Pressfreiheit) и «Пять миллиардов» (Die fünf Milliarden).

## Биография

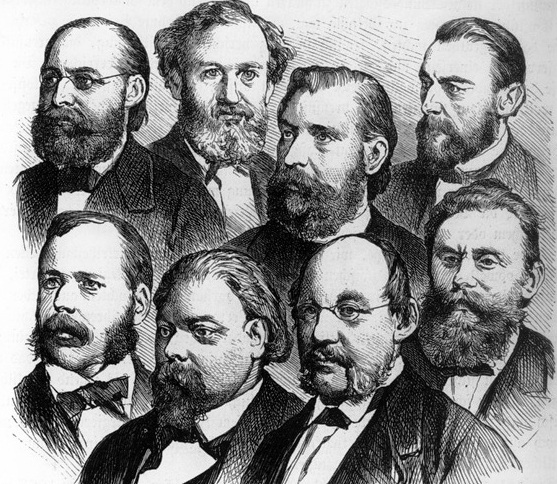
Лидеры Национал-либеральной партии. Верхний ряд: Вильгельм Вехренфеннинг, Эдуард Ласкер, Генрих фон Трейчке, Иоганнес фон Микель. Нижний ряд: Франц фон Роггенбах, Карл Браун, Рудольф фон Гнейст, Людвиг Бамбергер

Людвиг Бамбергер родился 22 июля 1823 года в многодетной семье еврейского банкира Августа Бамбергера. В 1842—1845 годах изучал юриспруденцию в Гисенском, Гейдельбергском и Гёттингенском университетах.
После окончания учёбы Бамбергер работал сначала в суде Майнца, а после редактором газеты Mainzer Zeitung.
В 1849 году участвовал в революционном движении баварского Пфальца и Бадена и после подавления революции бежал в Швейцарию. Майцские суды приговорили его к пожизненному тюремному заключению, после изменив приговор на смертную казнь. Из Швейцарии Бамбергер уехал в Англию, а после в Бельгию, Голландию, и Францию, где с 1853 года по 1867 год управлял делами банкирского дома своего отца.
После амнистии 1866 года он возвратился в Майнц, где в 1868 году был избран представителем в германский рейхстаг. В начале войны между Пруссией и Францией Бамбергер принял от Бисмарка обязанность защищать в печати национально-германские интересы.
С 1873 года Бамбергер — депутат от избирательного округа Альцей-Бинген и был вплоть до 1880 года одним из главных членов Национал-либеральной партии. В 1880 году основал собственную партию, которая получила название Либеральный союз. В 1884 году принял участие в создании Немецкой партии свободомыслящих, которая должна была стать ведущей либеральной силой Германии. После её раскола в 1893 году вошёл в Союз свободомыслящих.
Людвиг Бамбергер умер 14 марта 1899 года в Берлине, в возрасте 75 лет.

## Влияние
Будучи депутатом, Бамбергер оказал большое влияние на ход финансового и политико-экономического законодательства, особенно в прениях о монетном законе, билетах государственного казначейства и законе о банковых билетах и имперском банке. Он являлся сторонником фритредерской партии, а также учредителем и представителем общества для содействия свободной торговле.
Известно, что Бамбергер был против катедер-социализма и таможенной и экономической политики, которой с 1879 года стал держаться князь Бисмарк. Постепенно Бамбергер всё сильнее склонялся к оппозиции, что породило трения с большинством представителей национал-либеральной партии. Будучи вынужденным покинуть национал-либеральную партию, Бамбергер организовал «сецессионистскую» группу, которая после получила название «либеральный союз». Для оправдания этого шага Бамбергер издал анонимную брошюру «Die Sezession».
Кроме того, он сотрудничал со следующими изданиями: с 1860 года — «Demokratische Studien», «Deutsche Jahrbücher», а с 1870 года также с «Deutsche Rundschau», «Algemeine Zeitung», «Unsere Zeit», «Die Gegenwart», «Die Tribüne».